# چگونه جنگ را بردم
چگونه جنگ را بردم (انگلیسی: How I Won the War) یک کمدی سیاه به کارگردانی ریچارد لستر است که در سال ۱۹۶۷ منتشر شد.

## داستان
داستان دربارهٔ یک فرمانده بریتانیایی بی منطق است که سربازان خود را از میان اتفاقات عجیبی در شمال آفریقا و اروپا رهبری می‌کند.

## بازیگران
- مایکل کراوفورد
- جان لنون
- روی کینیر
- مایکل هوردرن
- رابرت هاردی
- رونالد لیسی
- جیمز کازینز
- الکساندر ناکس
- جک هدلی
- جک می
- ایوان هوپر
- برایان پرینگل